# أم أباد
أم‌ أباد هي قرية في مقاطعة كوثر، إيران. عدد سكان هذه القرية هو 112 في سنة 2006.